# Hotel Bauer Palazzo
L'Hotel Bauer Palazzo (o semplicemente Bauer Venezia) è un hotel di lusso a 5 stelle affacciato sul Canal Grande nel Sestiere San Marco nei pressi Piazza San Marco nel cuore di Venezia. Inaugurato nel 1880, l'hotel in origine era conosciuto come Grand Hotel d’Italie Bauer-Grünwald e si articola in quattro edifici: un palazzo veneziano del XVIII secolo e un annesso costruito negli anni '40. L'hotel fa parte della collezione The Leading Hotels of the World.

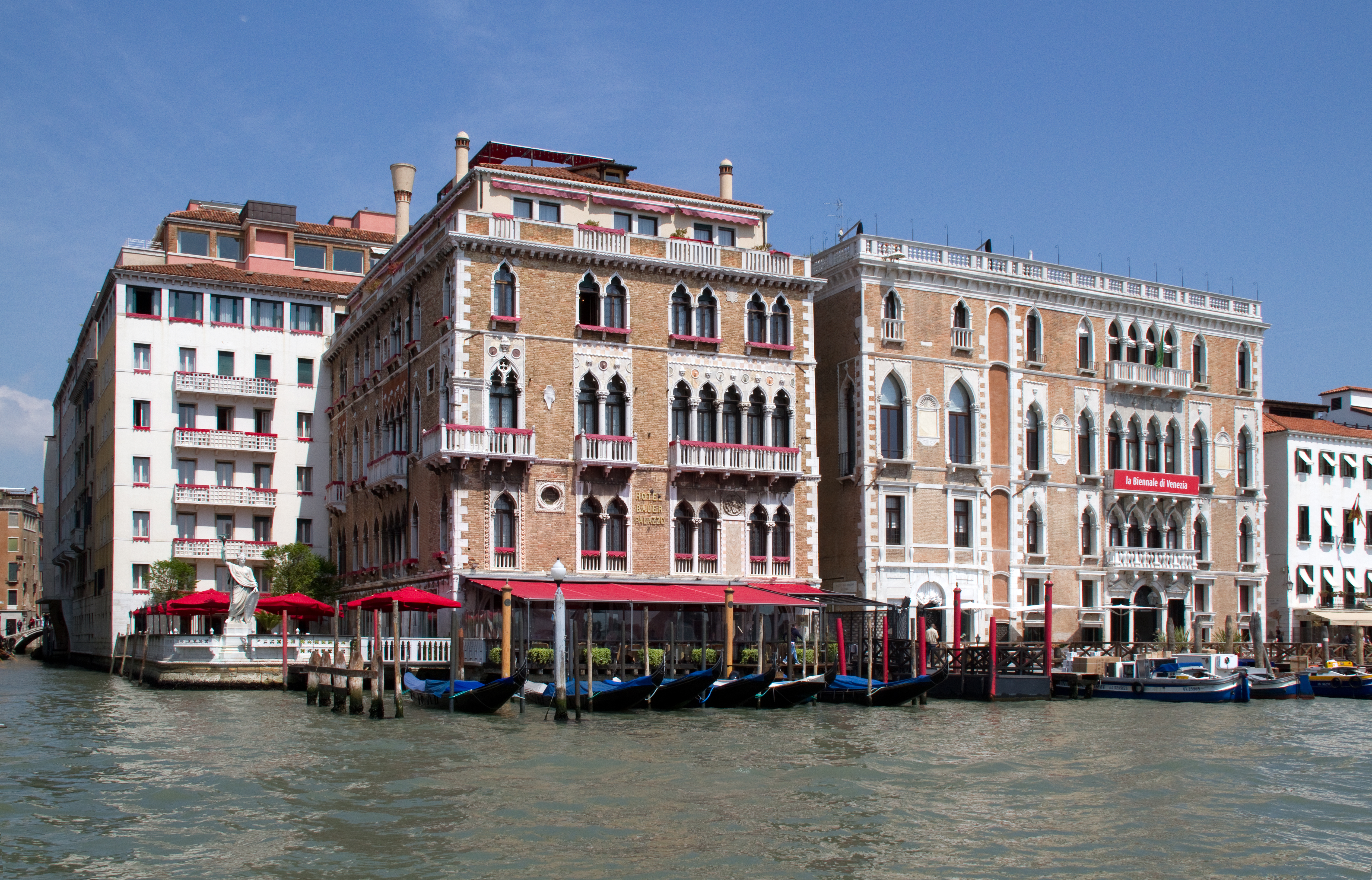
Hotel Bauer Palazzo visto dal Canal Grande

## Storia

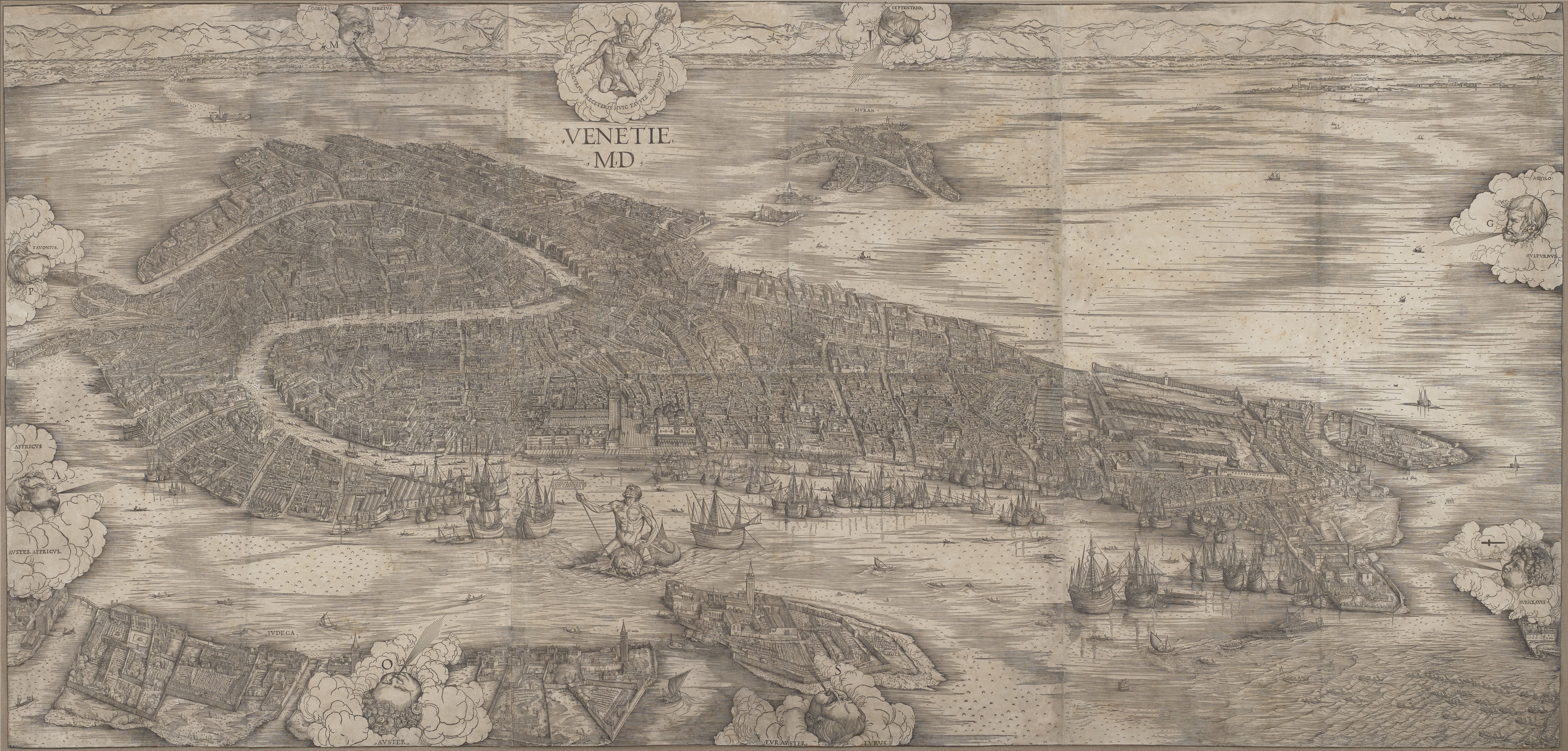
Veduta storica di Venezia alla fine del Canal Grande

La prima struttura, già presente nel XII secolo, era costituita da una torre appartenente alla famiglia Barozzi. Verso la metà del XIIl secolo venne acquisito dalla famiglia Zanotto, la quale fece demolire la torre ed edificare un palazzetto secondo lo stile romanico-gotico dell'epoca. La Ca' Zanotto modificò più volte il suo aspetto, finché nel '400 assunse una facciata  tipicamente gotica, sulla attuale facciata (sotto la pentafora) campeggia ancora il loro blasone, fatto apporre da Andrea I Zanotto quando ricevette il titolo comitale. Verso la seconda metà del XVII secolo la struttura venne sormontata da un abbaino simile a quello che oggi campeggia su Palazzo Tiepolo. Tra la fine del XVIII e il primo ventennio del XIX secolo, gli Zanotto lo vendettero. La Ca' Zanotto con l'altro a fianco e la piccola piazzetta sono presente nelle xilografie del Supplementum chronicarum, pubblicato nel 1483 di Jacopo Filippo Foresti, nella “Venezia” della Schedel'sche Chronik (della fine della seconda metà XV secolo, stampata a Norimberga), nella pianta di Jacopo de' Barbari nel 1500.
La storia dell'hotel risale all'anno 1880. Infatti, l'inaugurazione dell'hotel e il suo nome Bauer-Grünwald sono frutto del partenariato tra il direttore d'hotel Bauer e l'austriaco Grünwald, sposato con la figlia di Bauer. Nel 1898 fu incaricato l'architetto veneziano Giovanni Sardi dell'ampliamento dell'hotel. Esso progettò anche il Grand Hotel Excelsior realizzato nel 1907. Sardi stesso è considerato uno dei maggiori rappresentanti del tardo manierismo. Fino ad oggi, la struttura dell'hotel Bauer rappresenta un esempio dello stile architettonico alla fine del XIX secolo.  Infatti, nel corso di tale ampliamento e ristrutturazione, i resti della facciata della Ca' Zanotto furono incorporati nella struttura dell'hotel. Completato nel 1901, il Palazzo Bauer fu inaugurato. Alla morte di Grünwald, i suoi eredi proseguirono la gestione dell'albergo fino alla vendita nel 1930 ad Arnaldo Bennati, un costruttore navale ligure che intraprese il primo restauro dell'hotel.
I lavori di ristrutturazione iniziarono nel 1930 e furono completati nel 1940. Tale ristrutturazione comprese il restauro dettagliato e completo del palazzo del XVIII secolo, con la ricostruzione della facciata originale del XIV secolo in stile gotico-bizantino e il moderno ampliamento costruito come ala completamente nuova su Campo San Moisè. All'interno dell'hotel furono realizzati saloni eleganti, arredati con mobili in pelle dai colori caldi, e le pareti furono riccamente decorate con classici motivi rococò veneziani. Una delle più grandi innovazioni fu la realizzazione della terrazza al settimo piano, il cosiddetto Settimo Cielo, ancora oggi tra le più alte terrazze di Venezia e usata come uno dei bar dell'hotel. L'installazione di un impianto di condizionamento e di riscaldamento centrale fu inusuale per l'epoca.
Nel 1999, Francesca Bortolotto Possati, nipote di Arnaldo Bennati, divenne amministratore delegato dell'albergo, intraprendendo verso la fine del millennio un massiccio rinnovamento della struttura. Completato alla fine del 1999, il Bauer è stato riprogettato come una proprietà con due personalità distinte in un unico edificio: l'Hotel Bauer, un albergo di lusso a cinque stelle con un tocco contemporaneo, e il Palazzo Bauer, un albergo esclusivo opulento del XVIII secolo.
Nel giugno 2019, l'hotel è stato ceduto dalla famiglia Bortolotti Possati al fondo statunitense Elliott dell'imprenditore Paul Singer. Al fine di gestire il passaggio di proprietà, l'hotel Bauer ha nominato Vincenzo Finizzola, uno dei manager alberghieri più conosciuti a livello italiano, nuovo direttore generale e membro del Consiglio di Amministrazione. Nel 1992 Finizzola ha guidato con successo l'espansione di Four Seasons in Europa, con l'apertura di un hotel a Milano di cui è stato direttore generale fino al 2015, diventando il punto di riferimento per gli hotel di lusso a cinque stelle in Italia. 
Poco meno di un anno dopo, in data 29 maggio 2020 l'hotel è stato nuovamente ceduto e la società Signa Prime Selection AG, società del gruppo Signa Holding, ne è diventata nuova proprietaria. Il valore dello storico Gran Hotel è stato stimato in circa 400 milioni di Euro, ma le parti hanno concordato di mantenere massimo riserbo sul prezzo di compravendita. Il portfolio di Signa comprende vari hotel di lusso, tra cui il Park Hyatt nel cuore di Vienna, il Chalet N nel paese austriaco Lech e il Villa Eden Luxury Resort sulla sponda occidentale del Lago di Garda.

## Allestimento
L'hotel stesso offre 191 camere, con ulteriori 19 camere nella Casa Nova. Pertanto, la struttura è dotata di complessivamente 210 camere. L'hotel dispone inoltre di una palestra, di una sala da ballo per 160 persone e di diversi bar.